# Litio para México
Litio para México (LitioMx) es una empresa estatal mexicana encargada del monopolio del litio a nivel nacional. Está organizada como un organismo público descentralizado bajo la dirección de la Secretaría de Energía y tiene como atribuciones «la exploración, explotación, beneficio y aprovechamiento del litio, ubicado en territorio nacional, así como la administración y control de las cadenas de valor económico de dicho mineral».

## Historia
En abril de 2022, el presidente Andrés Manuel López Obrador envió una propuesta de ley al Congreso de la Unión para reformar la ley minera nacional y establecer que el gobierno posee el monopolio en la extracción y comercialización del litio en el país, prohibiendo la participación del sector privado en tal actividad. El 20 de abril la reforma es publicada en el Diario Oficial de la Federación.
El 23 de agosto fue publicado el decreto para la creación de Litio para México, como la responsable de administrar el monopolio del litio. El 30 de agosto el gobierno informó que Litio para México establecería su sede en el estado de Sonora y que el proyecto sería supervisado por el gobernador del estado, Alfonso Durazo Montaño. El 31 de agosto el presidente López Obrador informó que la empresa sería dirigida por Pablo Daniel Taddei, hijo del delegado de Programas para el Desarrollo en el estado de Sonora, Jorge Taddei Bringas.
El 18 de febrero de 2023, el presidente López Obrador firmó el decreto de nacionalización del litio en Bacadéhuachi, Sonora.